# 水南駅
水南駅（スナムえき、수남역）は朝鮮民主主義人民共和国咸鏡北道清津市水南区域に位置する朝鮮民主主義人民共和国鉄道省平羅線の駅である。

## 歴史
- 1941年12月1日：清津漁港駅として開業[1]。
- 日時不明：水南駅に改称。